# ISO 3166-2:SR
ISR 3166-2:SR — стандарт Международной организации по стандартизации, который определяет геокоды. Является подмножеством стандарта ISO 3166-2, относящимся к Суринаму. Стандарт охватывает 10 округов Суринама. Каждый геокод состоит из двух частей: кода Alpha2 по стандарту ISO 3166-1 для Суринама — SR и дополнительного кода, записанных через дефис. Дополнительный код в образован двухбуквенным кодом созвучно названию округа. Геокоды округов являются подмножеством кода домена верхнего уровня — SR, присвоенного Суринаму в соответствии со стандартами ISR 3166-1.

## Геокоды Суринама
Геокоды 10 округов административно-территориального деления Суринама.
| Геокод | Административная единица | Статус |
| ------ | ------------------------ | ------ |
| SR-BR  | Брокопондо               | округ  |
| SR-NI  | Никкери                  | округ  |
| SR-WA  | Ваника                   | округ  |
| SR-PR  | Пара                     | округ  |
| SR-CM  | Коммевейне               | округ  |
| SR-PM  | Парамарибо               | округ  |
| SR-CR  | Корони                   | округ  |
| SR-SA  | Сарамакка                | округ  |
| SR-MA  | Маровейне                | округ  |
| SR-SI  | Сипаливини               | округ  |

## Геокоды пограничных Суринаму государств
- Гайана — ISO 3166-2:GY (на западе),
- Французская Гвиана — ISO 3166-2:GF (на востоке),
- Бразилия — ISO 3166-2:BR (на юге).